# William Burnet (Politiker, 1730)
William Burnet (* 13. Dezember 1730 in Elizabeth, Provinz New Jersey; † 7. Oktober 1791 in Newark, New Jersey) war ein britisch-amerikanischer Politiker. In den Jahren 1780 und 1781 war er Delegierter für New Jersey im Kontinentalkongress.

## Werdegang
Im Jahr 1749 absolvierte William Burnet die Princeton University. Nach einem anschließenden Medizinstudium und seiner Zulassung als Arzt begann er in Newark in diesem Beruf zu arbeiten. In den 1770er Jahren schloss er sich der Revolutionsbewegung an. Im Jahr 1775 gehörte er dem Sicherheitsausschuss (Committee of Safety) von Newark an. Anschließend war er während des Unabhängigkeitskrieges Arzt in der Kontinentalarmee. In Newark richtete er ein Militärkrankenhaus ein und behandelte verwundete Soldaten. Von 1776 bis 1783 war er auch leitender Militärarzt für den östlichen Teil des damaligen Kriegsschauplatzes.
Nach dem Krieg war er in Newark auch in der Landwirtschaft tätig. Zwischen dem 11. Dezember 1780 und dem 1. April 1781 vertrat er als Delegierter seine Heimat im Kontinentalkongress. Dieses Mandat gab er aufgrund einer Erkrankung seiner Frau vorzeitig auf. Wenig später wurde er Richter im Essex County. Ob er jemals Jura studiert hat, wird in den Quellen nicht erwähnt. Im Jahr 1787 leitete er die  New Jersey Medical Society. William Burnet starb am 7. Oktober 1791 in Newark. Sein Sohn Jacob (1770–1853) war später US-Senator.